# Schindlau (Gemeinde Ulrichsberg)
Schindlau (auch Schindelau) ist eine Ortschaft und eine Katastralgemeinde der Gemeinde Ulrichsberg im Bezirk Rohrbach in Oberösterreich.

## Geografie
Das Dorf befindet sich östlich von Ulrichsberg am Südabfall des Böhmerwaldes. Südlich am Ort vorbei führt die Dreisesselbergstraße (L589), von der mehrere Straße in den Ort abzweigen. Schindlau liegt in den Einzugsgebieten des Hammerbachs und des Schindlaubachs. Zur Ortschaft zählen auch die Schindlauer Häuseln, eine Streusiedlung nördlich von Schindlau. Am 1. April 2020 umfasste die Ortschaft 117 Adressen. Zur Katastralgemeinde gehören weiters die Ortschaften Stollnberg und Sonnenwald.
Schindlau ist Teil der 22.302 Hektar großen Important Bird Area Böhmerwald und Mühltal. Unmittelbar neben Schindlau erstreckt sich das 9.350 Hektar große Europaschutzgebiet Böhmerwald-Mühltäler. Bei einer Großpilz-Kartierung im Jahr 1993 wurden folgende Arten bei Schindlau dokumentiert:
- Grauer Wulstling (Amanita excelsa)
- Rotbrauner Streifling (Amanita fulva)
- Narzissengelber Wulstling (Amanita gemmata)
- Gemeiner Steinpilz (Boletus edulis)
- Gefleckter Rosasporrübling (Collybia maculata)
- Brennender Rübling (Collybia peronata)
- Violetter Lacktrichterling (Laccaria amethystea)
- Flatter-Milchling (Lactarius theiogalus)
- Olivbrauner Milchling (Lactarius turpis)
- Weißmilchender Helmling (Mycena galopus)
- Europäisches Goldblatt (Phylloporus pelletieri)
- Blauender Saftporling (Spongiporus caesius)
- Sand-Röhrling (Suillus variegatus)
- Gemeiner Gallenröhrling (Tylopilus felleus)
- Ziegenlippe (Xerocomus subtomentosus)[5]

## Geschichte
Schindlau wurde in der ersten Hälfte des 13. Jahrhunderts gegründet und 1264 erstmals urkundlich erwähnt. Das Dorf umfasste 1526 bereits 27 Höfe, die dem Stift Schlägl unterstanden. Um 1850 konstituierte sich der Ort als Ortsgemeinde und wurde dem Amtsbezirk Aigen unterstellt. Die Gemeinde wurde in den 1860ern aufgelöst und der Ort an Ulrichsberg angeschlossen.
Ein Brand am 3. Juni 1923 zerstörte neun Häuser in Schindlau. Die Löscharbeiten waren der erste Brandbekämpfungseinsatz der im vorangegangenen Jahr gegründeten Freiwilligen Feuerwehr von Schlägl. Am 30. Jänner 1930 kam es zu einem weiteren Großbrand im Dorf. Einem Feuer am 21. Mai 1933, das mangels Löschwasser nicht hinreichend bekämpft werden konnte, fielen ein Haus und ein Häuserl zum Opfer. Laut Adressbuch von Österreich waren im Jahr 1938 in der Katastralgemeinde Schindlau ein Lederhändler, zwei Gastwirte, ein Hammerwerk, eine Mühle samt Sägewerk, ein Schneider, ein Schuster, ein Viehhändler und einige Landwirte mit Direktvertrieb ansässig.
Bei einem möglicherweise durch Unvorsichtigkeit verursachten Feuer brannten am 5. September 1949 die Häuser Veit (Hausl) und Stifter nieder. Jeweils ein Wirtschaftsgebäude im Dorf wurde am 19. Oktober 1949 und am 23. März 1959 durch Feuer vernichtet. Zum Jahreswechsel 1979/1980 befanden sich in der Katastralgemeinde Schindlau insgesamt 99 Bauflächen mit 42.711 m² und 58 Gärten auf 46.081 m², 1989/1990 gab es 102 Bauflächen. 1999/2000 war die Zahl der Bauflächen auf 141 angewachsen und 2009/2010 bestanden 153 Gebäude auf 293 Bauflächen. Durch Flämmarbeiten kam es am 28. Dezember 2018 zu einem Dachstuhlbrand im Ort.

## Kultur und Sehenswürdigkeiten

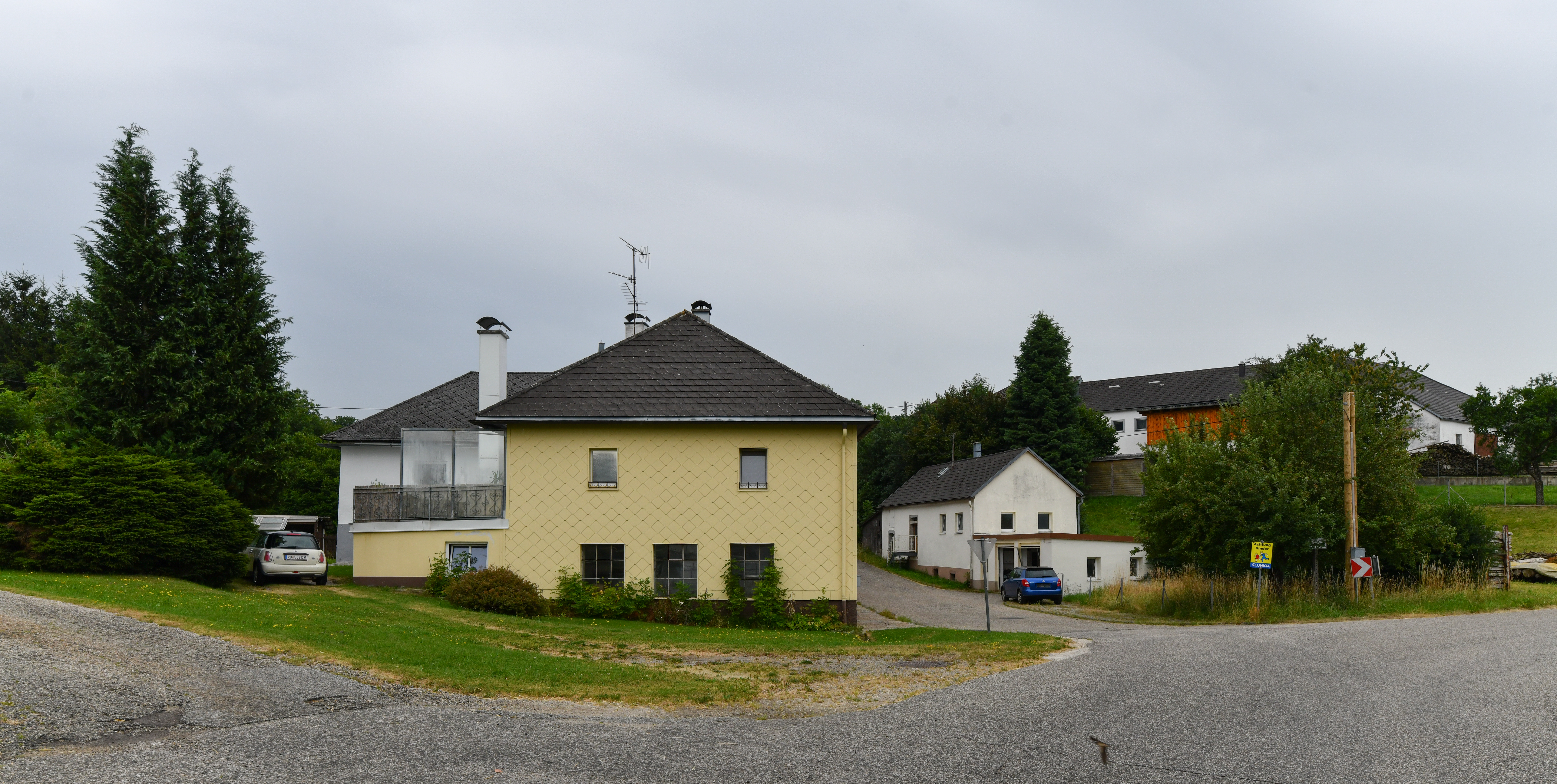
Hammerschmiede in Schindlau

Das Zentrum von Schindlau weist eine geschlossene Verbauung des 19. Jahrhunderts auf, in die ältere Bauteile integriert sind. Die Hammerschmiede mit der Adresse Schindlau Nr. 1 wurde 1571 erstmals urkundlich erwähnt und später erneuert. Ihr Schmiedehammer ist mit der Jahreszahl 1804 bezeichnet. In den Höfen Schindlau Nr. 7 und Schindlau Nr. 16 gibt es Kappengewölbe. Die Tabernakelsäule im Dorf ist mit der Jahreszahl 1646 markiert.

## Wirtschaft und Infrastruktur

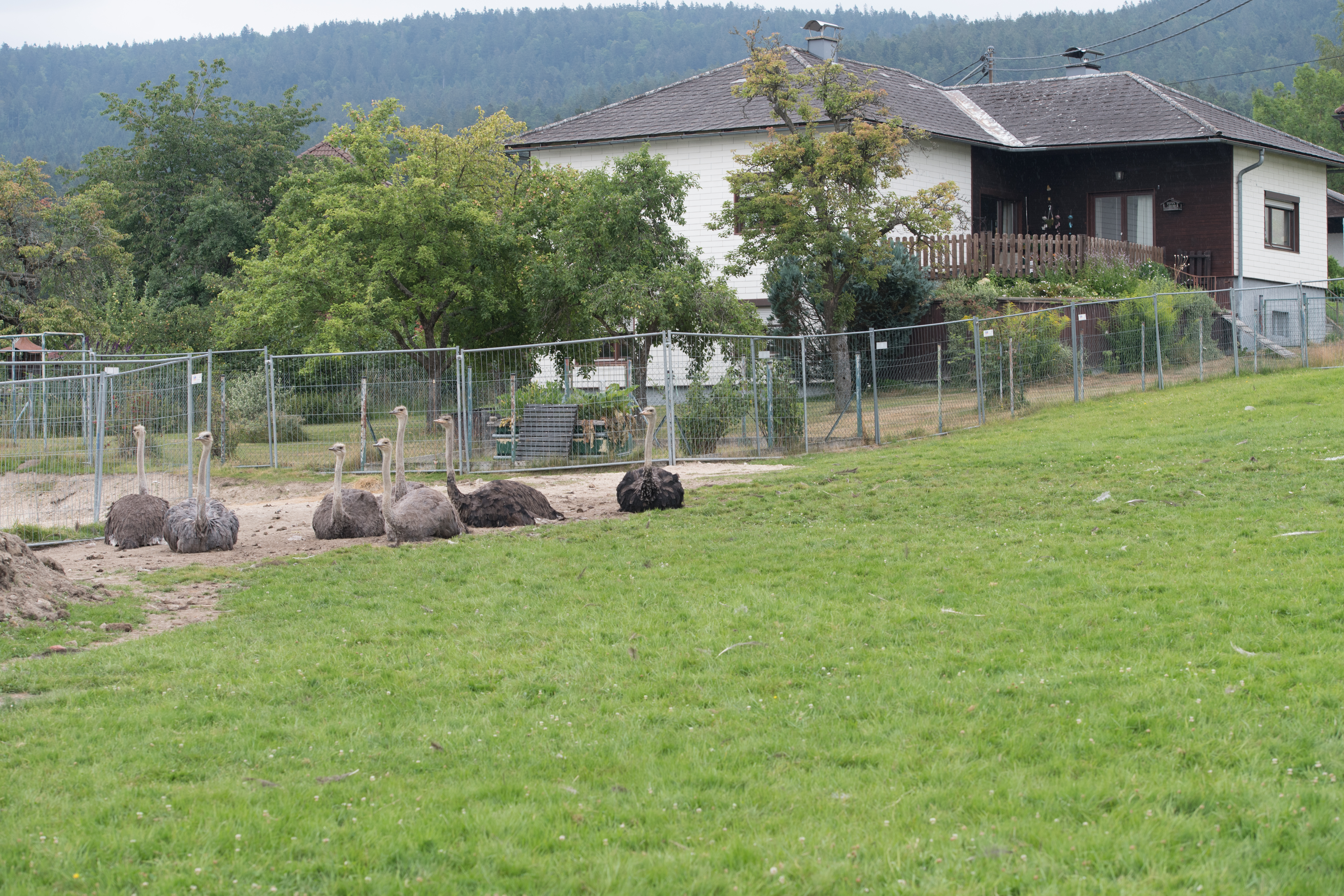
Straußenfarm in Schindlau

Die Katastralgemeinde ist landwirtschaftlich geprägt. 509 Hektar wurden zum Jahreswechsel 1979/1980 landwirtschaftlich genutzt und 998 Hektar waren forstwirtschaftlich geführte Waldflächen. 1999/2000 wurde auf 490 Hektar Landwirtschaft betrieben und 1.013 Hektar waren als forstwirtschaftlich genutzte Flächen ausgewiesen. Ende 2018 waren 431 Hektar als landwirtschaftliche Flächen genutzt und Forstwirtschaft wurde auf 1.028 Hektar betrieben. Die durchschnittliche Bodenklimazahl von Schindlau beträgt 21,2 (Stand 2010).